# 15. ceremonia wręczenia Satelitów

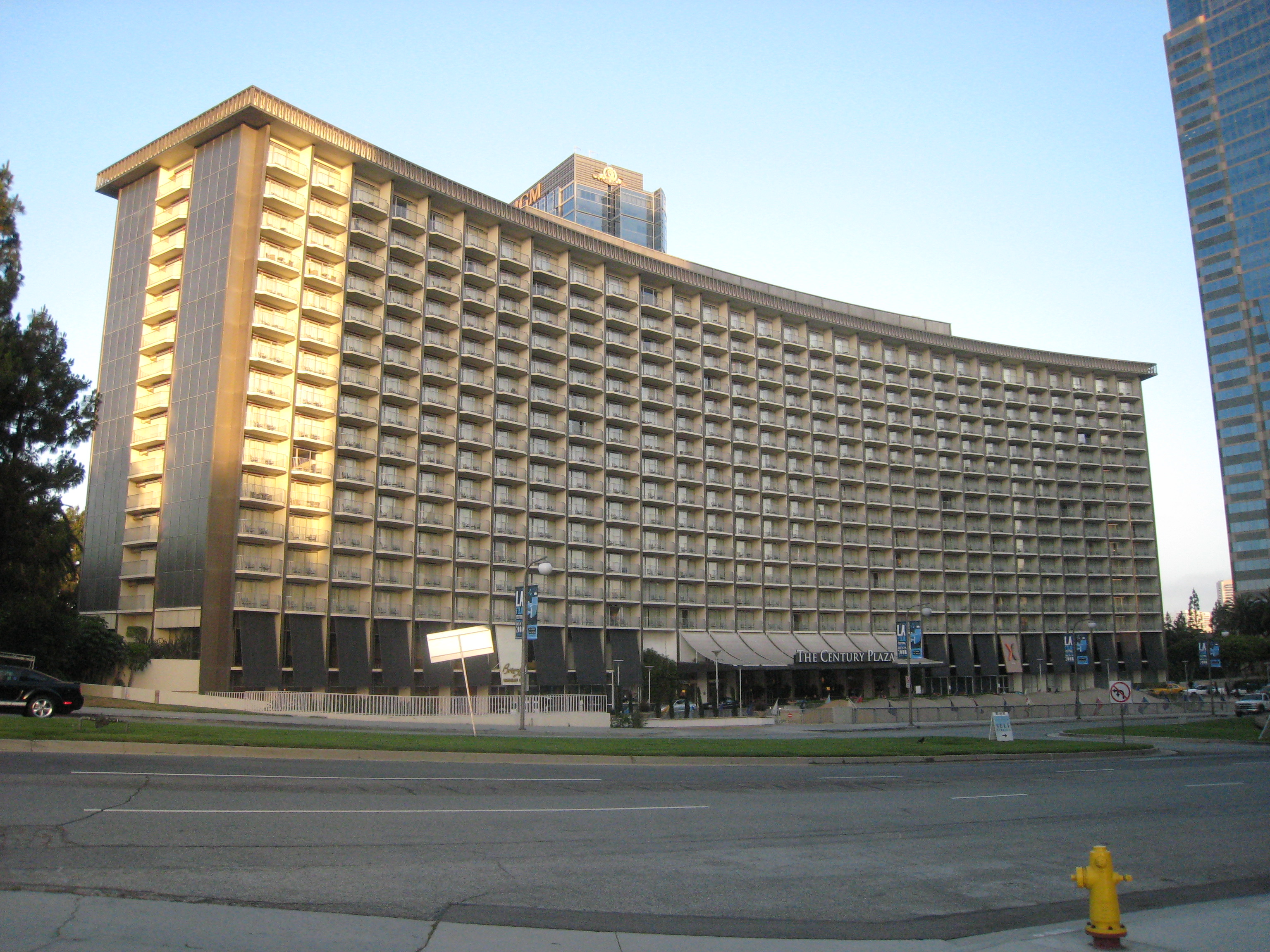
Hotel Century Plaza w Los Angeles

15. ceremonia wręczenia Satelitów za rok 2010, odbyła się 19 grudnia 2010 roku w Hyatt Regency Century Plaza w Los Angeles. Nominacje do tej nagrody zostały ogłoszone przez IPA 1 grudnia.
W kategoriach nagród kinowych, najwięcej nominacji (11) przyznano filmowi Incepcja w reżyserii Christophera Nolana. Nominacje obraz otrzymał w najważniejszych kategoriach, m.in. dla najlepszego filmu dramatycznego, najlepszego reżysera i za najlepszy scenariusz oryginalny. Dziewięć nominacji otrzymał film Danny’ego Boyle’a 127 godzin. Siedem nominacji przyznano obrazowi The Social Network w reżyserii Davida Finchera, a sześć filmowi Jak zostać królem Toma Hoopera.
Cztery nominacje otrzymał film Autor widmo Romana Polańskiego, w tym dla najlepszego filmu dramatycznego. Sam Polański otrzymał dwie nominacje, dla najlepszego reżysera i za najlepszy scenariusz adaptowany, napisany z Robertem Harrisem.
W kategoriach nagród telewizyjnych, najwięcej nominacji (po 5) otrzymały dwa tytuły: Glee stacji Fox oraz Żona idealna z CBS. O cztery statuetki ubiegały się: serial Mad Men i film telewizyjny Temple Grandin.
Najwięcej nominacji, łącznie siedemnaście, otrzymały produkcje stacji HBO. Stacji Showtime przyznano dziesięć nominacji.
Najwięcej nagród otrzymały dwa filmy − The Social Network i Incepcja, które otrzymały po trzy nagrody. Obraz The Social Network zwyciężył w kategoriach: najlepszy film dramatyczny, najlepszy reżyser i najlepszy scenariusz adaptowany, podczas gdy Incepcja otrzymała nagrody za pracę techniczną: najlepsza muzyka, najlepsza scenografia oraz najlepsze zdjęcia.
Najlepszym filmem komediowym lub musicalem według IPA jest Scott Pilgrim kontra świat, który otrzymał również nagrodę dla najlepszego aktora w filmie komediowym lub musicalu − Michaela Cery.
Za najlepszy film zagraniczny uznano szwedzki Millennium: Mężczyźni, którzy nienawidzą kobiet, który otrzymał także nagrodę dla Noomi Rapace − najlepszej aktorki w filmie dramatycznym.
Po dwie nagrody otrzymali również twórcy filmów Jak zostać królem (najlepszy scenariusz oryginalny oraz najlepszy aktor w filmie dramatycznym − Colin Firth) oraz Alicja w Krainie Czarów (najlepsze kostiumy i efekty specjalne). Film 127 godzin, który został nominowany w dziewięciu kategoriach, nie otrzymał żadnej nagrody.
W zestawie nagród telewizyjnych najwięcej nagród otrzymał film telewizyjny Temple Grandin, który został nagrodzony w trzech kategoriach, w tym dla najlepszego filmu telewizyjnego.
Najlepszym serialem dramatycznym jest Breaking Bad, który otrzymał także nagrodę dla najlepszego aktora w serialu dramatycznym − Bryana Cranstona. Najlepszym serialem komediowym okazał się serial stacji Showtime Słowo na R, za rolę w którym Laura Linney otrzymała nagrodę dla najlepszej aktorki w serialu komediowym.
Dwie nagrody aktorskie otrzymali aktorzy występujący w filmie telewizyjnym Jack, jakiego nie znacie – Ala Pacino i Brendy Vaccaro. Seriale Glee oraz Żona idealna, pomimo pięciu nominacji, nie otrzymały żadnej nagrody.

## Laureaci i nominowani
Laureaci nagród wyróżnieni są wytłuszczeniem

### Produkcje kinowe

#### Najlepszy film dramatyczny
- The Social Network
  - 127 godzin
  - Królestwo zwierząt
  - Blue Valentine
  - Aż po grób
  - Autor widmo
  - Incepcja
  - Jak zostać królem
  - Miasto złodziei
  - Do szpiku kości

#### Najlepszy film komediowy lub musical
- Scott Pilgrim kontra świat
  - Cyrus
  - Wszystko w porządku
  - Made in Dagenham
  - Policja zastępcza
  - Daj, proszę
  - Red

#### Najlepsza aktorka w filmie dramatycznym
- Noomi Rapace − Millennium: Mężczyźni, którzy nienawidzą kobiet
  - Nicole Kidman − Między światami
  - Jennifer Lawrence − Do szpiku kości
  - Helen Mirren − Burza
  - Natalie Portman − Czarny łabędź
  - Tilda Swinton − Jestem miłością
  - Naomi Watts − Uczciwa gra
  - Michelle Williams − Blue Valentine

#### Najlepsza aktorka w filmie komediowym lub musicalu
- Anne Hathaway − Miłość i inne używki
  - Annette Bening − Wszystko w porządku
  - Sally Hawkins − Made in Dagenham
  - Catherine Keener − Daj, proszę
  - Julianne Moore − Wszystko w porządku
  - Mary-Louise Parker − Red
  - Marisa Tomei − Cyrus

#### Najlepszy aktor w filmie dramatycznym
- Colin Firth − Jak zostać królem
  - Javier Bardem − Biutiful
  - Leonardo DiCaprio − Incepcja
  - Michael Douglas − Człowiek sukcesu
  - Robert Duvall − Aż po grób
  - Jesse Eisenberg − The Social Network
  - James Franco − 127 godzin
  - Ryan Gosling − Blue Valentine

#### Najlepszy aktor w filmie komediowym lub musicalu
- Michael Cera − Scott Pilgrim kontra świat
  - Steve Carell − Kolacja dla palantów
  - Romain Duris − Heartbreaker. Licencja na uwodzenie
  - Andy García − City Island
  - Jake Gyllenhaal − Miłość i inne używki
  - John Malkovich − Red
  - John C. Reilly − Cyrus

#### Najlepsza aktorka drugoplanowa
- Jacki Weaver − Królestwo zwierząt
  - Amy Adams − Fighter
  - Marion Cotillard − Incepcja
  - Anne-Marie Duff − John Lennon. Chłopak znikąd
  - Vanessa Redgrave − Listy do Julii
  - Rosamund Pike − Świat według Barneya
  - Kristin Scott Thomas − John Lennon. Chłopak znikąd
  - Dianne Wiest − Między światami

#### Najlepszy aktor drugoplanowy
- Christian Bale − Fighter
  - Pierce Brosnan − Autor widmo
  - Andrew Garfield − The Social Network
  - Tommy Lee Jones − W firmie
  - Bill Murray − Aż po grób
  - Sean Penn − Uczciwa gra
  - Jeremy Renner − Miasto złodziei
  - Geoffrey Rush − Jak zostać królem

#### Najlepszy reżyser
- David Fincher − The Social Network
  - Ben Affleck − Miasto złodziei
  - Darren Aronofsky − Czarny łabędź
  - Danny Boyle − 127 godzin
  - Lisa Cholodenko − Wszystko w porządku
  - Tom Hooper − Jak zostać królem
  - David Michôd − Królestwo zwierząt
  - Christopher Nolan − Incepcja
  - Roman Polański − Autor widmo
  - Debra Granik − Do szpiku kości

#### Najlepszy scenariusz oryginalny
- David Seidler − Jak zostać królem
  - Alejandro González Iñárritu, Armando Bó i Nicolas Giacobone − Biutiful
  - Conor McPherson i Billy Roche − Eklipsa
  - Chris Provenzano i C. Gaby Mitchell − Aż po grób
  - Christopher Nolan − Incepcja
  - Lisa Cholodenko i Stuart Blumberg − Wszystko w porządku
  - Michael Arndt, Andrew Stanton, Lee Unkrich i John Lasseter − Toy Story 3

#### Najlepszy scenariusz adaptowany
- Aaron Sorkin − The Social Network
  - Danny Boyle i Simon Beaufoy − 127 godzin
  - Jez Butterworth i John-Henry Butterworth − Uczciwa gra
  - Robert Harris i Roman Polański − Autor widmo
  - Nikolaj Arcel i Rasmus Heisterberg − Millennium: Mężczyźni, którzy nienawidzą kobiet
  - Michael Bacall i Edgar Wright − Scott Pilgrim kontra świat
  - Peter Craig, Ben Affleck i Aaron Stockard − Miasto złodziei
  - Debra Granik − Do szpiku kości

#### Najlepszy film zagraniczny
- Millennium: Mężczyźni, którzy nienawidzą kobiet
  -  Biutiful
  -  Jestem miłością
  -  Matka
  -  Ponad prawem
  -  Soul Kitchen
  -  Biała Afryka

#### Najlepszy film animowany lub produkcja wykorzystującalive-action
- Toy Story 3
  - Alicja w Krainie Czarów
  - Jak ukraść księżyc
  - Jak wytresować smoka
  - Iluzjonista
  - Legendy sowiego królestwa: Strażnicy Ga’Hoole

#### Najlepsza muzyka
- Hans Zimmer − Incepcja
  - A.R. Rahman − 127 godzin
  - Clint Mansell − Czarny łabędź
  - Fionnuala Ni Chiosain − Eklipsa
  - Alexandre Desplat − Harry Potter i Insygnia Śmierci. Część I
  - James Newton Howard − Salt
  - Trent Reznor i Atticus Ross − The Social Network
  - Harry Gregson-Williams − Niepowstrzymany

#### Najlepsza piosenka
- Diane Warren − You Haven’t Seen the Last of Me z filmu Burleska
  - Dido, Rollo Armstrong i A.R. Rahman − If I Rise z filmu 127 godzin
  - Avril Lavigne − Alice z filmu Alicja w Krainie Czarów
  - Jennifer Hanson, Tony Martin i Mark Nesler − Country Strong z filmu Country Strong
  - Cee Lo Green, Oh Hush i Rob Kleiner − What Part Of Forever z filmu Saga „Zmierzch”: Zaćmienie
  - Howard Shore, Emily Haines i Jimmy Shaw − Eclipse (All Yours) z filmu Saga „Zmierzch”: Zaćmienie

#### Najlepsze zdjęcia
- Wally Pfister − Incepcja
  - Enrique Chediak i Anthony Dod Mantle − 127 godzin
  - Eduardo Serra − Harry Potter i Insygnia Śmierci. Część I
  - Yorick Guadagnino − Jestem miłością
  - Robert Elswit − Salt
  - Dean Semler − Niezwyciężony Secretariat
  - Robert Richardson − Wyspa tajemnic
  - Ben Seresin − Niepowstrzymany

#### Najlepszy montaż
- Robert Frazen − Daj, proszę
  - Lee Smith − Incepcja
  - Thelma Schoonmaker − Wyspa tajemnic
  - Kirk Baxter i Angus Wall − The Social Network
  - Dylan Tichenor − Miasto złodziei
  - Robert Duffy i Chris Lebezon − Niepowstrzymany

#### Najlepsza scenografia i dekoracje wnętrz
- Guy Hendrix Dyas, Luke Freeborn, Brad Ricker i Dean Wolcott − Incepcja
  - Robert Stromberg i Stefan Dechant − Alicja w Krainie Czarów
  - David Stein i Therese Deprez − Czarny łabędź
  - Phillippe Cord’homme, Kathy Lebrun i Marie-Helene Sulmoni − Chanel i Strawiński
  - Francesca Di Mottola − Jestem miłością
  - Nigel Churcher i Marcus Rowland − Scott Pilgrim kontra świat
  - Dante Ferretti, Max Biscoe, Robert Guerra i Christina Wilson − Wyspa tajemnic

#### Najlepsze kostiumy
- Colleen Atwood − Alicja w Krainie Czarów
  - Jenny Beavan − Jak zostać królem
  - Michael Dennison − Jedz, módl się, kochaj
  - Amy Westcott − Czarny łabędź
  - Janty Yates − Robin Hood

#### Najlepsze efekty specjalne
- Ken Ralston, Dave Schaub, Carey Villegas i Sean Phillips − Alicja w Krainie Czarów
  - James Winnifrith, Adam Gascoyne i Tim Caplan − 127 godzin
  - Paul J. Franklin, Chris Corbould, Andrew Lockley i Peter Bebb − Incepcja
  - Janek Sirrs, Ben Snow i Ged Wright − Iron Man 2
  - Grant Freckelton, Chris Bone i Craig Welsh − Legendy sowiego królestwa: Strażnicy Ga’Hoole
  - Nathan McGuinness i Paul O’Shea − Niepowstrzymany

#### Najlepszy dźwięk
- Mark P. Stoeckinger, Kevin O’Connell, Beau Borders i William B. Kaplan − Niepowstrzymany
  - Glenn Freemantle, Steven C. Laneri, Douglas Cameron, Ian Tapp i Richard Pryke − 127 godzin
  - Richard King, Ed Novick, Lora Hirschberg i Gary Rizzo − Incepcja
  - Frank Eulner, Christopher Boyes i Lora Hirschberg − Iron Man 2
  - Martin Trevis, John Midgley, Simon Chase i Paul Cotterel − John Lennon. Chłopak znikąd
  - Kami Asgar, Sean McCormack, David Daniel, Kevin O’Connell i Beau Borders − Niezwyciężony Secretariat
  - Philip Stockton, Eugene Gearty, Tom Fleischman i Petur Hliddal − Wyspa tajemnic

#### Najlepszy film dokumentalny
- Wojna Restrepo
  - Behind the Burly Q
  - Client 9: The Rise and Fall of Eliot Spitzer
  - Countdown to Zero
  - Niedokończony film
  - Inside Job
  - Joan Rivers: A Piece of Work
  - Sequestro
  - Waiting for 'Superman'

### Produkcje telewizyjne

#### Najlepszy serial dramatyczny
- Breaking Bad, AMC
  - Dexter, Showtime
  - Mad Men, AMC
  - Żona idealna, CBS
  - Friday Night Lights, NBC-DirecTV
  - Dynastia Tudorów, Showtime
  - Zakazane imperium, HBO

#### Najlepszy serial komediowy
- Słowo na R, Showtime
  - Glee, Fox
  - Współczesna rodzina, ABC
  - Rockefeller Plaza 30, NBC
  - Siostra Jackie, Showtime
  - Dorastająca nadzieja, Fox
  - Wszystkie wcielenia Tary, Showtime

#### Najlepszy miniserial
- Sherlock, BBC
  - Carlos, IFC
  - Emma, PBS
  - Pacyfik, HBO
  - Filary Ziemi, Starz
  - Small Island, PBS

#### Najlepszy film telewizyjny
- Temple Grandin, HBO
  - Pamiętnik Anny Frank, BBC
  - Władcy świata, HBO
  - Gdy miłość to za mało, Hallmark
  - Jack, jakiego nie znacie, HBO

#### Najlepsza aktorka w serialu dramatycznym
- Connie Britton − Friday Night Lights
  - January Jones − Mad Men
  - Anna Paquin − Czysta krew
  - Julianna Margulies − Żona idealna
  - Mary-Louise Parker − Trawka
  - Katey Sagal − Synowie Anarchii

#### Najlepszy aktor w serialu dramatycznym
- Bryan Cranston − Breaking Bad
  - Kyle Chandler − Friday Night Lights
  - Josh Charles − Żona idealna
  - Michael C. Hall − Dexter
  - Jon Hamm − Mad Men
  - Stephen Moyer − Czysta krew

#### Najlepsza aktorka w serialu komediowym
- Laura Linney − Słowo na R
  - Lea Michele − Glee
  - Jane Adams − Wyposażony
  - Toni Collette − Wszystkie wcielenia Tary
  - Edie Falco − Siostra Jackie
  - Tina Fey − Rockefeller Plaza 30

#### Najlepszy aktor w serialu komediowym
- Alec Baldwin − Rockefeller Plaza 30
  - Matthew Morrison − Glee
  - Steve Carell − Biuro
  - Thomas Jane − Wyposażony
  - Danny McBride − Mogło być gorzej
  - Jim Parsons − Teoria wielkiego podrywu

#### Najlepsza aktorka w miniserialu lub filmie telewizyjnym
- Claire Danes − Temple Grandin
  - Hope Davis − Władcy świata
  - Judi Dench − Panie z Cranford
  - Naomie Harris − Small Island
  - Ellie Kendrick − Pamiętnik Anny Frank
  - Winona Ryder − Gdy miłość to za mało
  - Ruth Wilson − Luther

#### Najlepszy aktor w miniserialu lub filmie telewizyjnym
- Al Pacino − Jack, jakiego nie znacie
  - Benedict Cumberbatch − Sherlock
  - Idris Elba − Luther
  - Ian McShane − Filary Ziemi
  - Barry Pepper − Gdy miłość to za mało
  - Dennis Quaid − Władcy świata
  - David Suchet − Poirot: Morderstwo w Orient Expressie

#### Najlepsza aktorka drugoplanowa w serialu, miniserialu lub filmie telewizyjnym
- Brenda Vaccaro − Jack, jakiego nie znacie
  - Jane Lynch − Glee
  - Julie Bowen − Współczesna rodzina
  - Rose Byrne − Układy
  - Sharon Gless − Tożsamość szpiega
  - Catherine O’Hara − Temple Grandin
  - Elisabeth Moss − Mad Men
  - Archie Panjabi − Żona idealna

#### Najlepszy aktor drugoplanowy w serialu, miniserialu lub filmie telewizyjnym
- David Strathairn − Temple Grandin
  - Ty Burrell − Współczesna rodzina
  - Chris Colfer − Glee
  - Bruce Campbell − Tożsamość szpiega
  - Neil Patrick Harris − Jak poznałem waszą matkę
  - Alan Cumming − Żona idealna
  - Aaron Paul − Breaking Bad
  - Martin Short − Układy

### Nagrody okolicznościowe
- Nagroda Mary Pickford za wkład w przemysł rozrywkowy: Vanessa Williams[5]
- Nagroda im. Nikoli Tesli za wkład rozwój techniczny przemysłu filmowego: Robert A. Harris[6]
- Nagroda autorów: Alex Gibney[7]

## Podsumowanie ilości nominacji
(Ograniczenie do dwóch nominacji)

### Kino
11 : Incepcja
9 : 127 godzin
7 : The Social Network
6 : Jak zostać królem
5 : Alicja w Krainie Czarów, Czarny łabędź, Miasto złodziei, Wszystko w porządku, Niepowstrzymany
4 : Aż po grób, Autor widmo, Jestem miłością, Scott Pilgrim kontra świat, Wyspa tajemnic, Do szpiku kości
3 : Królestwo zwierząt, Biutiful, Blue Valentine, Cyrus, Uczciwa gra, Millennium: Mężczyźni, którzy nienawidzą kobiet, John Lennon. Chłopak znikąd, Daj, proszę, Red
2 : Fighter, Harry Potter i Insygnia Śmierci. Część I, Iron Man 2, Legendy sowiego królestwa: Strażnicy Ga’Hoole, Miłość i inne używki, Między światami, Salt, Niezwyciężony Secretariat, Saga „Zmierzch”: Zaćmienie, Toy Story 3, Made in Dagenham

### Telewizja
5 : Glee, Żona idealna
4 : Mad Men, Temple Grandin
3 : Rockefeller Plaza 30, Jack, jakiego nie znacie, Gdy miłość to za mało, Władcy świata, Friday Night Lights, Współczesna rodzina, Breaking Bad
2 : Słowo na R, Układy, Siostra Jackie, Filary Ziemi, Dexter, Pamiętnik Anny Frank, Wyposażony, Luther, Sherlock, Small Island, Czysta krew, Wszystkie wcielenia Tary

## Podsumowanie ilości nagród
(Ograniczenie do dwóch nagród)

### Kino
3 : The Social Network, Incepcja
2 : Millennium: Mężczyźni, którzy nienawidzą kobiet, Alicja w Krainie Czarów, Jak zostać królem, Scott Pilgrim kontra świat

### Telewizja
3 : Temple Grandin
2 : Breaking Bad, Jack, jakiego nie znacie, Słowo na R